# Ystadstidningen Sydskåne
Ystadstidningen Sydskåne var en dagstidning utgiven 1923 till 1924. Tidningens fullständig titel var Ystadstidningen / Sydskåne. Tidningen gavs ut från den 2 oktober 1923 till 24 december 1924. De tre första månaderna kom tidningen 3 dagar i veckan tisdagar, torsdagar och lördagar. Under 1924 blev det en sexdagarstidning till den 30 september. Under sista tre månaderna kom tidningen bara på lördagar till julafton 1924 då sista numret kom på en onsdag.

## Redaktion
Redaktionsort för tidningen var Ystad. Politisk tendens var moderat enligt tidningen 1923-10-02; "...ett självständigt borgerligt organ."
| Period                 | Ansvarig utgivare      | Titel        | Period                 | Redaktör       |
| 1923-09-10--1924-12-24 | Bengtsson, Axel Gallus | boktryckaren | 1923-10-02--1924-09-30 | Fjellner, Roël |
|                        |                        |              | 1924-10-04--1924-12-24 | Ingen uppgift  |

## Tryckning, pris och upplaga
Förlaget hette Tryckeriaktiebolaget Sydskåne. Tryckeriet hette till 1 augusti 1924 A.G. Bengtssons boktryckeri i Ystad, sedan Tryckeriaktiebolaget Sydskåne i Ystad till nedläggningen. Tidningen trycktes i svart med antikva på en stor satsyta 60x45 eller 67 x 52 cm i 4 sidor. Upplagan var 1924 1000 exemplar. Priset var 2 kr för tre månader 1923 och sedan 11 kronor för helåret 1924.